# 雅文邑白蘭地

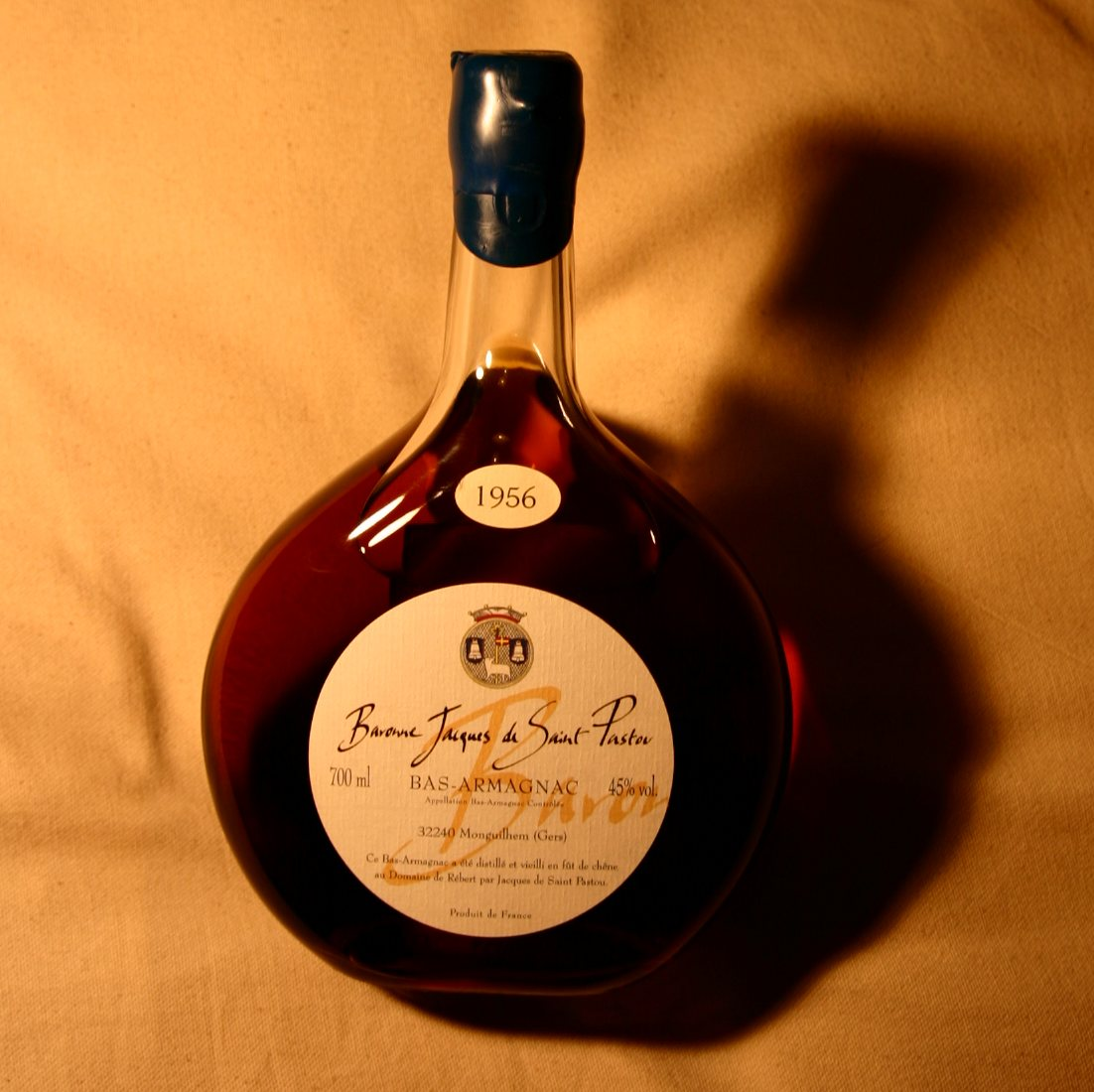
雅文邑1956年 - Baronne Jacques de Saint-Pastou

雅文邑（法语：Armagnac），又译雅馬邑、雅玛邑，是一種出產於法國西南部加斯科涅阿马尼亚克的白蘭地。白蘭地是蒸餾酒，是由巴高、鸽笼白、白福儿及白玉霓等葡萄製成，一般是用柱馏製作，和製作干邑白蘭地所用的罐蒸餾器不同。雅文邑白蘭地蒸餾後會在橡木桶中陳化一段時間才販售。雅文邑白蘭地的製造是受国家原产地和质量研究所（INAO）及雅文邑酒行业管理局（BNIA）的監管。

## 歷史及文化運用
雅文邑白蘭地在法國是最古老的蒸馏酒，被作為醫療用途。在14世紀的時候，一名紅衣主教-Vital Du Fou稱它擁有四十種醫療功效。
在15至17世紀之間，雅文邑白蘭地在聖瑟韋、蒙德馬桑、阿杜爾河畔艾爾市場交易。後來荷蘭商人開始擴展貿易範圍。
傳統法國料理——烤圃鵐。在傳統做法上是要先餵肥一隻圃鵐後，用雅文邑白蘭地將牠活生生地淹死，再將牠烤熟（為了保護瀕臨絕種的圃鵐，現今在法律上已被禁止食用該道菜）。